# Benzimidazole
Le benzimidazole est un composé hétérocyclique aromatique résultant de la fusion d'un cycle de benzène et d'un cycle imidazole. Les composés partageant cette structure sont appelés benzimidazoles, l'un des plus importants d'entre eux étant sans doute le N-ribosyldiméthylbenzimidazole, qui sert de ligand pour le cobalt dans la vitamine B12.

## Synthèse
Le benzimidazole est vendu dans le commerce. Il est généralement préparé par condensation d'orthophénylènediamine avec l'acide formique, 
HCOOH  ou avec l'équivalent orthoformiate de triméthyle HC(OCH3)3 :
C6H4(NH2)2 + HC(OCH3)3 → C6H4N(NH)CH + 3 CH3OH.
En changeant l'acide carboxylique utilisé, il est généralement possible d'obtenir des benzimidazoles 2-substitués par cette méthode.

## Utilisation
Les benzimidazoles, qui peuvent être vus comme une extension du modèle bien connu de l'imidazole, ont été utilisés comme squelette carboné pour la préparation de carbènes N-hétérocycliques (NHC). Ces composés sont utilisés comme ligands pour les complexes de métaux de transition. Ils sont souvent préparés par déprotonation par une base en position 2 d'un sel de benzimidazolium N,N'-disubstituté,. 
Pesticide : le benzimidazole a également des propriétés fongicides utilisées à partir des années 1970. Il agit en se liant aux microtubules fongiques et en stoppant la croissance des hyphes. Il se lie aussi aux microtubules du fuseau et bloque leur division nucléaire.
Antiparasitaire : le Benzimidazole est aussi utilisé contre l'échinocoque responsable de l'échinococcose alvéolaire (avant cela seule la chirurgie pouvait être utilisée). Il a longtemps et communément été présenté comme « médicament parasitostatique », c'est-à-dire bloquant l'avancée de la maladie plutôt que « parasitocide » (c'est-à-dire permettant à lui seul une guérison complète et définitive) ce pourquoi il était systématiquement prescrit en traitement à vie (chimiothérapie de long terme). Une étude récente (2014) mise en œuvre par le groupe suisse d'étude de l'échinococcose (SESG pour Swiss Echinococcosis Study Group) ayant porté sur 34 patients non opérables et traités par ce médicament a cependant montré que ce médicament semble avoir bien tué le parasite chez 1/3 de ces patients (11 patients sur 34 exactement). L'étude n'a pas précisé pourquoi certains patients ont guéri et d'autres non. Selon cette étude, si le parasite ne réapparait pas dans les 24 mois suivant l'arrêt de la chimiothérapie, il peut alors être considéré comme éradiqué.
Exemples de benzimidazoles : albendazole, flubendazole, astémizole, un antihistaminique qui a une activité anti-prion démontrée.